# Werbowez (Kremenez)
Werbowez (ukrainisch Вербовець; russisch Вербовец, polnisch Wierzbowiec) ist ein Dorf im Nordosten der ukrainischen Oblast Ternopil mit etwa 1000 Einwohnern (2001).
Das erstmals 1643 schriftlich erwähnte Dorf liegt an der Quelle der Schyrak (Жирак), einem 30 km langen Nebenfluss der Horyn, 25 km südwestlich vom ehemaligen Rajonzentrum Laniwzi und 45 km nordöstlich vom Oblastzentrum Ternopil.
Am 12. Juni 2020 wurde das Dorf ein Teil der Stadtgemeinde Laniwzi im Rajon Laniwzi; bis dahin bildete es die Landratsgemeinde Werbowez (Вербовецька сільська рада/Werbowezka silska rada) im Westen des Rajons Laniwzi.
Am 17. Juli 2020 wurde der Ort Teil des Rajons Kremenez.

## Söhne und Töchter der Ortschaft
- Jakiw Smolij (* 1961), ukrainischer Mathematiker, Ökonom und Präsident der ukrainischen Nationalbank